# José León Pagano
José León Pagano (Buenos Aires, 20 de enero de 1875 -  íd. 18 de noviembre de 1964) fue un escritor, pintor, poeta, comediógrafo, catedrático universitario, historiador y crítico de arte argentino, autor de estudios fundamentales sobre el arte argentino. Su sobrina fue la primera actriz Angelina Pagano.

## Biografía
Ejerció la docencia tanto en el país como en la Academia de Bellas Artes de Florencia, Italia. También dictó cursos de estética en la Universidad de Roma, y dio numerosas conferencias en Argentina, España e Italia. Colaboró con el diario argentino La Nación escribiendo notas sobre arte. Más adelante compilaría ese material en tres volúmenes, publicados entre 1938 y 1940 con el título El arte de los argentinos, que constituyen una de las primeras historiografías de arte argentino. También desempeñó la función pública, como Director de Artes Plásticas del Ministerio de Justicia e Instrucción Pública de la Nación, en 1939.
Obras: La balada de los sueños, A través de España literaria, El santo, el filósofo y el artista, La bola de los sueños, Cómo estrenan los autores, El hombre que volvió a la vida, El arte de los argentinos, Formas de vida.
Teatro: Más allá de la vida, Nirvana, Almas que luchan, Los astros, El sobrino de Malbrán, Cartas de amor, El secreto de los otros, El inglés de anoche se llama Aguirre, La venganza de Afrodita, La ofrenda, entre otros.

## Premios y distinciones
Fue premiado con la Medalla de Oro en Pintura en la Exposición Internacional de San Francisco, en 1915. En 1936 fue nombrado miembro de número de la Academia Nacional de Bellas Artes y también fue miembro honorario de la Real Academia de Bellas Artes de Florencia. Una calle de la Ciudad de Buenos Aires, en el barrio de Recoleta, lleva su nombre. También tiene una calle dedicada en el barrio Parque Field de la ciudad de Rosario.

## Obras
- La balada de los sueños (1900), prólogo de Roberto J. Payro, Editorial Tipografía El Tiempo.